# طخارستان
طخارستان (بالصينية: 吐火羅葉護政權 أو 吐火罗叶护政权؛ بالبينيين: Tǔhuǒluó Yèhù Zhèngquán) هو الاسم الذي أطلق على منطقة باختر التاريخية عقب استيطان اليوتشي فيها، حيث كان الإغريق يسمون اليوتشي بالطُخاروي (Tókharoi). وتكاد حدود طخارستان التاريخية تتطابق مع حدود باختر الكوشانية، والتي تشمل مناطق سرخاندريا وجنوب طاجيكستان وشمال أفغانستان الحالية.
ورد ذكر طخارستان للمرة الأولى في المصادر الأدبية في أواخر القرن الرابع الميلادي في أحد الكتابات البوذية الصينية (الفيباسا ساسترا)، غير أن ذكر الطُخاريين (الطُخاروي) كشعب ورد في إحدى كتابات سترابو القرن الأول قبل الميلاد، في معرض حديثه عن سقوط المملكة الإغريقية الباخترية، كما تحدث كلاوديوس بطليموس في النصف الثاني من القرن الثاني قبل الميلاد عن قبيلة طخارية كبيرة تستوطن باختر، وعن مركزها المحوري بين قبائل باختر.
وصلت الجيوش الإسلامية إلى طخارستان في عهد عمر بن الخطاب، ودارت معركة بين المسلمين وجيش كان يتألف من أهل طخارستان والجوزجان والطالقان والغارياب، انتهت بانتصار جيش المسلمين وعقد صلح بين الطرفين. وفي خلافة عثمان بن عفان، أرسل والي البصرة عبد الله بن عامر قائده الأحنف بن قيس لغزو شمال خراسان، وأقر الصلح الذي عقد في خلافة عمر بن الخطاب، ومن ثم أصبحت طخارستان ثغرًا إسلاميًّا، وقاعدة حربية حصينة ضد الصفد وغيرهم من الأتراك على حدود الدولة الإسلامية، ثم أصبحت مركزًا لانطلاق الجيوش الإسلامية عبر نهر جيحون، وفي سنة 45 هـ وَلي البصرة زياد بن أبيه، فقسم خراسان بين قواده أربعة أقسام، فكانت طخارستان من نصيب قيس بن الهيثم.
لم يستقر العرب في طخارستان إلا منذ سنة 85 هـ أثناء مرحلة فتوح بلاد ما وراء النهر. وشهدت طخارستان في أواخر حكم الدولة الأموية عدة ثورات، منها ثورة الحارث بن سريج سنة 117هـ؛ إذ نجح في بسط سلطانه على الإقليم حتى عاد إلى الخلافة. وفي سنة (129هـ) أصبحت طخارستان مهدًا لثورة أبي مسلم الخراساني الذي نجح في نشر الدعوة العباسية، ومنها انتشرت إلى أنحاء خراسان، ثم توالى الحكم الإسلامي على طخارستان.

قال عنها ياقوت الحموي 